# The Firm (gruppo musicale statunitense)
The Firm è stato un supergruppo hip hop statunitense di Brooklyn, New York. È creato da Nas, dal suo produttore Steve Stoute, dal produttore Dr. Dre e dal gruppo di produzione dei Trackmasters. Il gruppo era composto dai rapper East Coast Nas, AZ, Foxy Brown e Nature, che aveva rimpiazzato Cormega dopo poco tempo.
Nonostante il gruppo avesse inizialmente creato entusiasmo ed enormi aspettative tra gli appassionati dopo la firma collettiva con l'etichetta Aftermath di Dr. Dre – tanto da essere ritenuto come «il più grande supergruppo hip hop di sempre» e «la corte suprema del rap» – l'esordio dei Firm, The Album (1997), è stato un fallimento sia di critica sia di vendite, venendo stroncato dalla critica specializzata, nonostante avesse tutti gli elementi per il successo. L'album, incentrato su temi mafioso rap e sulla produzione dei Trackmasters e di Dr. Dre, è stato aspramente criticato per i suoi toni commerciali rivolti al pop e fu l'unico pubblicato dal gruppo: dal 1998 i rispettivi membri dei Firm intrapresero carriere soliste.
La critica si divide sull'impatto che l'album ha avuto nei confronti delle carriera dei singoli membri: secondo alcuni ne ha favorito le carriere, secondo altri le ha rallentate.
The Album vende 147 000 copie fisiche nella sua prima settimana, arrivando subito al primo posto nella Billboard 200, tuttavia i singoli non ottengono lo stesso successo. Complessivamente vende 925 000 copie nel mercato statunitense, ottenendo la certificazione di disco d'oro in Canada.

## The Album
Prima della costituzione di The Firm, i futuri membri e affiliati del gruppo erano in fasi transitorie della loro carriera. Dopo il successo di Illmatic, Nas arrivava da un prodotto più commerciale, It Was Written (1996), che gli aveva consentito di introdurre il suo nuovo personaggio, Nas Escobar. Nello stesso periodo, Foxy Brown ha appena pubblicato il suo primo album, Ill Na Na, disco di grande successo commerciale prodotto dai Trackmasters. Cormega è uscito di prigione (nel 1995), mentre AZ è molto più popolare rispetto agli altri tre rapper sia per le due collaborazioni con Nas (Life's a Bitch, 1994 e Mo Money, Mo Murder (Homicide), 1995) sia perché arriva sulla scia del successo ottenuto con Doe or Die, suo album di debutto del 1995. Inoltre, Mo Money, Mo Murder (Homicide) è considerato dall'autore musicale di RapReviews Steve Jost «l'incontro inaugurale di The Firm.»

### Affirmative Actione l'esclusione di Cormega
Il gruppo, ideato dai Trackmaster, da Dr. Dre, dal produttore Steve Stoute e da Nas, nasce quando quest'ultimo raduna i tre rapper nella traccia Affirmative Action del suo album It Was Written: pur non essendo un singolo, è un grande successo sia commerciale sia di critica, definito anche come «una delle migliori tracce di gruppo di tutti i tempi.»
Quando gli è proposto, i tre accettano di formare il gruppo: Affirmative Action diviene quindi la prima traccia del gruppo originario e anche l'ultima con Cormega come componente del supergruppo, dato che da lì a poco tempo il rapper di Brooklyn verrà licenziato e sostituito con Nature per motivi non chiari.

## Eredità e conseguenze
Sciolto il gruppo, i suoi membri intrapresero carriere soliste. Gli appassionati e i critici ritenevano che Nas e Dr. Dre stessero perdendo creatività e appeal. In questo periodo, il lavoro di entrambi è considerato il peggiore e quello di minor successo nelle loro rispettive carriere.
Il licenziamento di Cormega e l'arrivo di Nature provoca la rottura dell'amicizia con Nas. Cormega diviene presto l'unico a tener vivo il nome del gruppo attraverso una serie di dissing, specialmente rivolti nei confronti di Nas e di Nature. Ne nasce una lunga faida che si protrae fino al dicembre 2006, quando Nas, Foxy Brown e Cormega cantano assieme Affirmative Action durante un'esibizione live, ponendo di fatto fine alla faida.

## Discografia
Album in studio
- 1997 – The Album